# Producteurs et productrices acéricoles du Québec

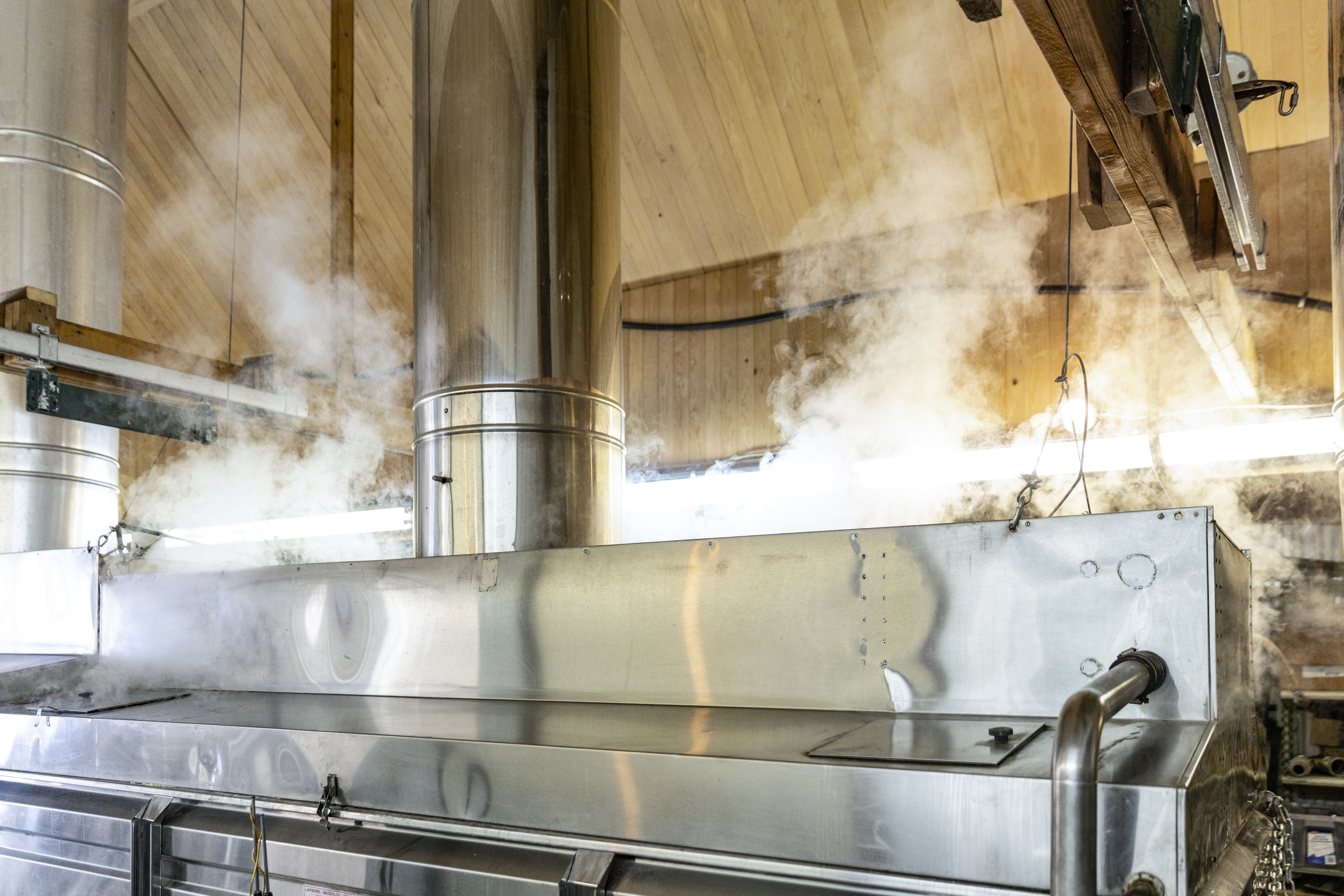
La production de sirop d'érable en 2022.

L'organisation Producteurs et productrices acéricoles du Québec (PPAQ) représente 13 300 acériculteurs et acéricultrices du Québec.
Elle a pour mission de développer le plein potentiel de production et de ventes des produits d'érable du Québec tout en respectant les règles de développement durable. Le Québec assure en moyenne 72 % de la production mondiale de sirop d'érable et 90 % de la production canadienne.

## Histoire
À partir de 1958, les producteurs de sirop d'érable de la Beauce, une région du sud du Québec, ont participé à un plan commun afin de protéger leurs droits en tant que producteurs et vendre collectivement le sirop d'érable. Cet effort a inspiré la formation d'un plus grand accord pour tout le Québec en 1966.
Depuis 1989, les producteurs acéricoles du Québec doivent respecter une convention collective pour la commercialisation du sirop d'érable en vrac. Ensemble, les producteurs établissent des politiques afin de négocier leur stratégie de vente, de faire respecter les quotas de production, pour définir des critères de qualité et ainsi que pour parrainer des activités de promotion. Toutefois, si elles ne parviennent pas à un accord, la loi prévoit l'intervention d'un avis extérieur afin d'arbitrer. Les producteurs qui vendent directement aux consommateurs sont exemptés de cette loi. Les PPAQ collaborent avec le centre ACER pour mener des recherches et des expériences sur le sirop d'érable.

## La promotion et le marketing
Depuis 2005, les Producteurs et productrices acéricoles du Québec investissent dans la promotion, l'innovation et le développement des marchés dans le but d'accroître la visibilité, la valeur et les ventes des produits d'érable du Québec et du Canada sur les plans national et international. En effet, les Québécois ne sont pas les seuls à apprécier le goût unique et les qualités nutritionnelles des produits d'érable. L'érable a conquis le cœur des consommateurs d'une soixantaine de pays.

## La réserve stratégique

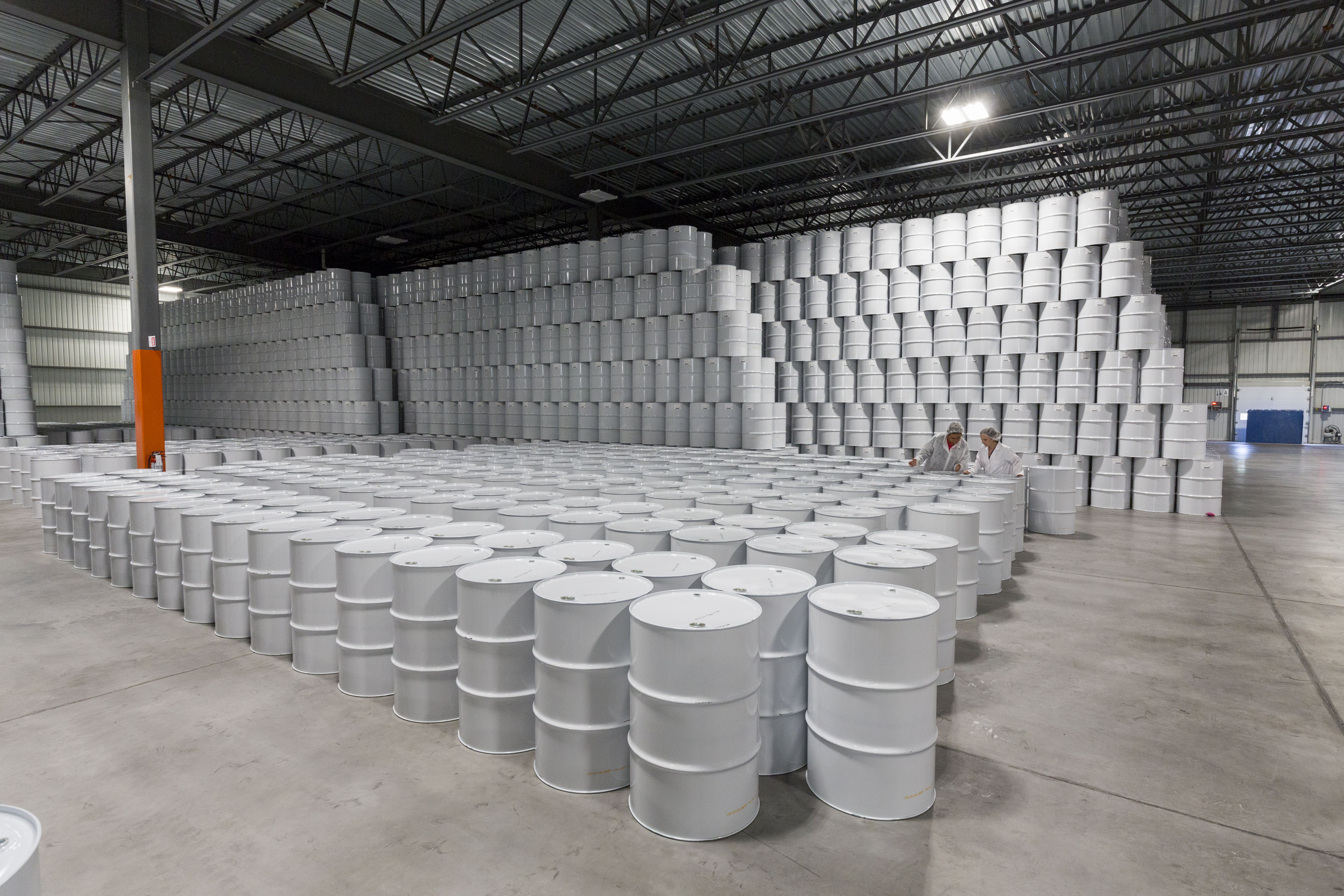
Réserve stratégique de sirop d'érable à Laurierville, août 2016

Le volume annuel de la production de sirop d'érable varie d'une année à l'autre en fonction des conditions météorologiques propices ou non à la coulée de l'eau d'érable. Pour assurer un approvisionnement constant de sirop d'érable sur les marchés, indépendamment de l'ampleur de la plus récente récolte, les PPAQ ont créé la réserve stratégique mondiale de sirop d'érable.
Quand la production dépasse la demande, le sirop d'érable en surplus est pasteurisé pour en assurer la conservation avant d'être entreposé dans la réserve dans des contenants de grade alimentaire, À l'inverse, lorsqu'une trop faible récolte survient, le sirop entreposé est offert et vendu aux acheteurs afin de combler la demande. Grâce à cette mesure unique, instaurée et financée par les producteurs acéricoles du Québec, les ruptures de stock sont pratiquement évitées et le marché est alimenté adéquatement. La réserve mondiale assure également la stabilité du prix du sirop d'érable.
L'entrepôt principal de la réserve mondiale se trouve à Laurierville dans le Centre-du-Québec. Il a une superficie de 267 000 pieds carrés, soit l'équivalent de cinq terrains de football. Ce site peut recevoir 55 millions de livres de sirop d'érable ou 94 000 barils de 45 gallons (205 litres), soit la moitié d'une récolte annuelle moyenne de sirop d'érable québécois. Le 16 juin 2022, les PPAQ ont effectué la pelletée de terre officielle de leur troisième entrepôt. Le bâtiment de 104 000 pieds carrés sera construit à Plessisville et pourra accueillir 52 millions de livres de sirop d'érable dès le printemps 2023. Il s’agit pratiquement de la même capacité qu’à Laurierville, mais sans les opérations de pasteurisation, de sirop non-pasteurisé et de barils vides. Avec l’entrepôt situé à Saint-Antoine-de-Tilly, la réserve stratégique possédera une capacité d’entreposage totale de 133 millions de livres, soit 216 000 barils.

## La recherche
Depuis 2005, les PPAQ réalisent des activités de recherche avec l'appui financier des gouvernements fédéral et provincial. À ce jour, 14 millions de dollars ont été investis dans la réalisation d'une centaine de projets de recherche effectués par un réseau de scientifiques de renommée internationale. Ces recherches ont notamment permis de découvrir que 67 polyphénols sont présents dans le sirop d'érable. L'un d'eux, nommé québécol, se forme naturellement lorsque la sève d'érable est bouillie pour produire le sirop d'érable.